# Nise Murasaki inaka Genji

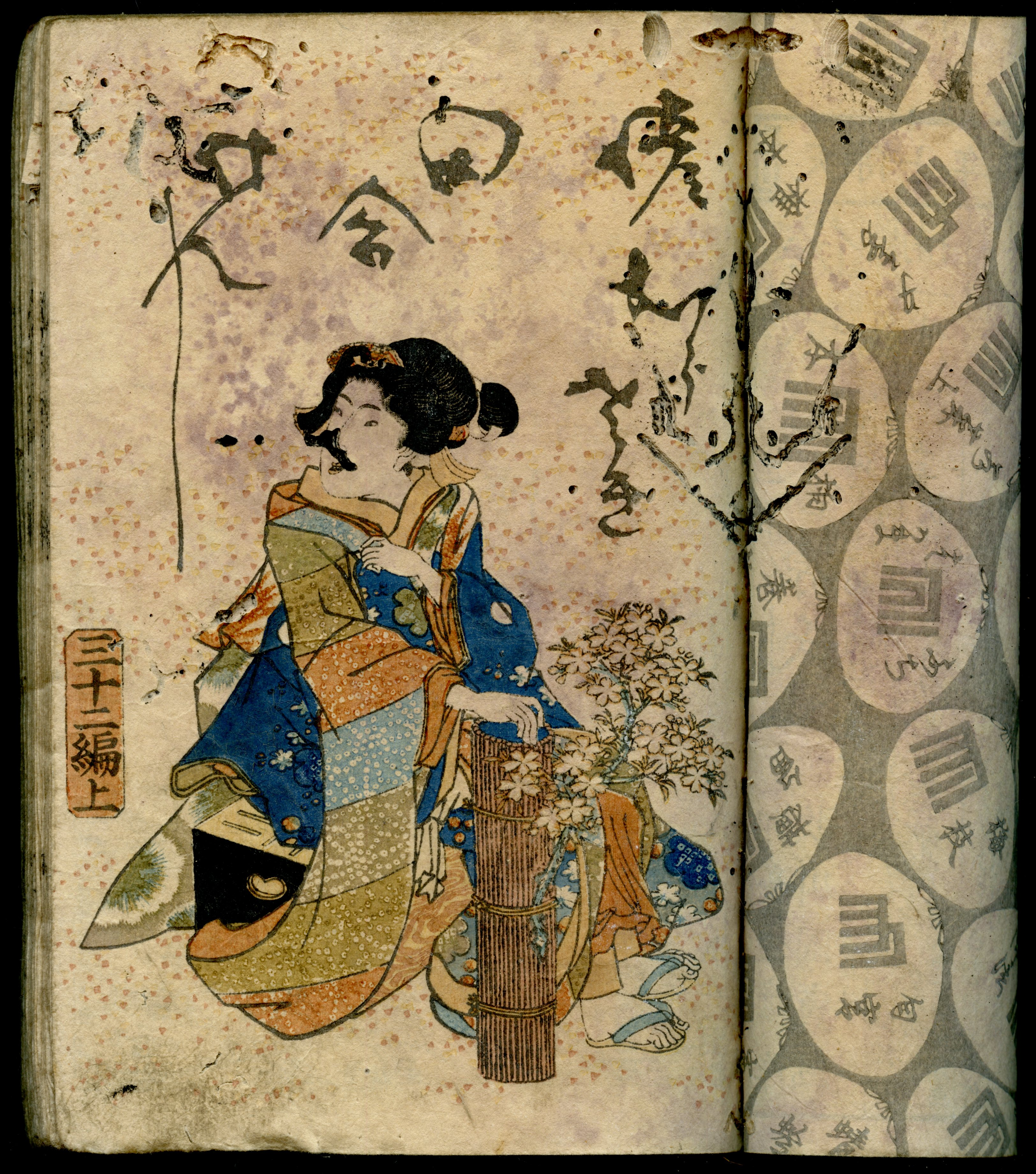
Genji rural par une fausse Murasaki, texte de Ryūtei Tanehiko avec des illustrations d'Utagawa Kunisada

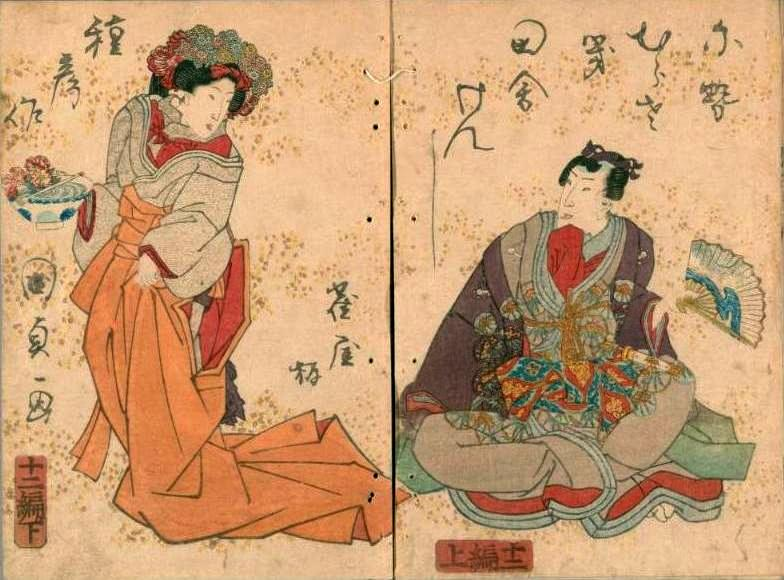
Les couvertures des deux livres de Numero12

Le Nise Murasaki inaka Genji (偐紫田舎源氏), paru à la fin de l'époque d'Edo, est une parodie littéraire du Genji monogatari de Murasaki Shikibu,,. L'ouvrage, de Ryūtei Tanehiko (柳亭種彦) (1783-1842) avec des illustrations d'Utagawa Kunisada, est publié sous forme d'impression sur bois entre 1829 et 1842 par Senkakudō.
La parodie déplace le cadre temporel de l'époque de Heian à l'époque de Muromachi, et remplace la poésie waka par des haikus.
C'est l'exemple le plus populaire du genre connu sous le nom gōkan (合巻), forme littéraire populaire qui fusionne image avec du texte. L'intrigue rapporte les aventures farfelues d'Ashikaga Mitsuuji, deuxième fils d'Ashikaga Yoshimasa, tout en cherchant à récupérer une épée volée, un miroir et un poème dont dépend la sécurité du royaume. La préface du premier chapitre présente le personnage Ōfuji, dont le surnom est Murasaki Shikibu. Dans la préface au dixième chapitre, Tanehiko décrit son propre projet littéraire : 

« Quand j'ai commencé à écrire Le Genji rural un ami âgé m'a dit : « Tu devrais essayer du mieux que tu peux de préserver la langue de l'original et ne pas modifier l'histoire. Ce sera alors probablement d'une certaine utilité pour les jeunes qui n'ont pas lu Le Dit du Genji ». Mais un jeune ami me dit, « Tu devrais changer l'intrigue. Tisse les effets du kabuki et du théâtre de marionnettes. Il n'est certes pas possible que quelqu'un n'ait pas lu le Genji ». »

## Sources
(en) Haruo Shirane (éditeur), Early Modern Japanese Literature : An Anthology, 1600-1900, Columbia University Press, 2002, 1027 p. (ISBN 0-231-10991-1, lire en ligne), p. 801-842
(en) Andrew Markus, The Willow in Autumn : Ryutei Tanehiko, Harvard University Press, 1992, 290 p. (ISBN 978-0-674-95351-2, lire en ligne)